# 佐藤にいな
佐藤 にいな（さとう にいな、2006年10月15日 - ）は、岩手県出身の女子サッカー選手。マイナビ仙台レディース所属。ポジションはミッドフィールダー。

## 来歴

### ユース
中学時代よりマイナビ仙台レディースの下部組織に6年間所属して、ユースチーム在籍時の2024年8月に、トップチームに登録された。

### シニア
2024年9月3日、トップチーム昇格内定が発表。10月9日、WEリーグカップのアルビレックス新潟レディース戦でデビューした

## 所属クラブ
- エスペランサ玉山ジュニア
- 2019年 - 2021年 マイナビ仙台レディースジュニアユース（仙台市立三条中学校）[3]
- 2022年 - 2024年 マイナビ仙台レディースユース（東北高等学校）
  - 2024年  マイナビ仙台レディース（2種登録選手）
- 2025年 -  マイナビ仙台レディース

## 個人成績
| 国内大会個人成績 | 国内大会個人成績 | 国内大会個人成績 | 国内大会個人成績 | 国内大会個人成績 | 国内大会個人成績 | 国内大会個人成績 | 国内大会個人成績 | 国内大会個人成績 | 国内大会個人成績 | 国内大会個人成績 | 国内大会個人成績 |
| 年度             | クラブ           | 背番号           | リーグ           | リーグ戦         | リーグ戦         | リーグ杯         | リーグ杯         | オープン杯       | オープン杯       | 期間通算         | 期間通算         |
| 年度             | クラブ           | 背番号           | リーグ           | 出場             | 得点             | 出場             | 得点             | 出場             | 得点             | 出場             | 得点             |
| 日本             | 日本             | 日本             | 日本             | リーグ戦         | リーグ戦         | リーグ杯         | リーグ杯         | 皇后杯           | 皇后杯           | 期間通算         | 期間通算         |
| ---------------- | ---------------- | ---------------- | ---------------- | ---------------- | ---------------- | ---------------- | ---------------- | ---------------- | ---------------- | ---------------- | ---------------- |
| 2024-25          | マイ仙台         | 27               | WE               |                  |                  | 2                | 0                | 0                | 0                | 2                | 0                |
| 通算             | 日本             | 日本             | WE               | 0                | 0                | 2                | 0                | 0                | 0                | 2                | 0                |
| 総通算           | 総通算           | 総通算           | 総通算           | 0                | 0                | 2                | 0                | 0                | 0                | 2                | 0                |

- WEリーグ
  - 初出場 - 2024年10月13日 第5節 日テレ・東京ヴェルディベレーザ戦 (味の素フィールド西が丘)[4]